# حاغيت موشيه
حاجيت موشيه (بالعبرية: חגית משה‏) (من مواليد 14 أبريل 1971) هي سياسية إسرائيلية، تشغل منصب نائب رئيس بلدية القدس. شغلت منصب آخر رئيسة لحزب البيت اليهودي بين عامي 2021 و2023.

## الحياة السياسية
موشيه هي رئيسة البيت اليهودي وأول امرأة تشغل هذا المنصب.  تشغل حاليًا منصب نائب رئيس بلدية القدس،  وتتولى حقيبة التعليم وحقيبة المجتمعات والأسر الشابة في المدينة. 
في يناير 2021، بعد تقاعد الحاخام رافي بيرتس، ترشح موشيه لزعامة البيت اليهودي، بناءً على طلب من رئيس الوزراء بنيامين نتنياهو.  حصلت على 472 صوتًا  وهزمت سكرتير الحزب نير أورباخ. 